# Head-Mounted Display

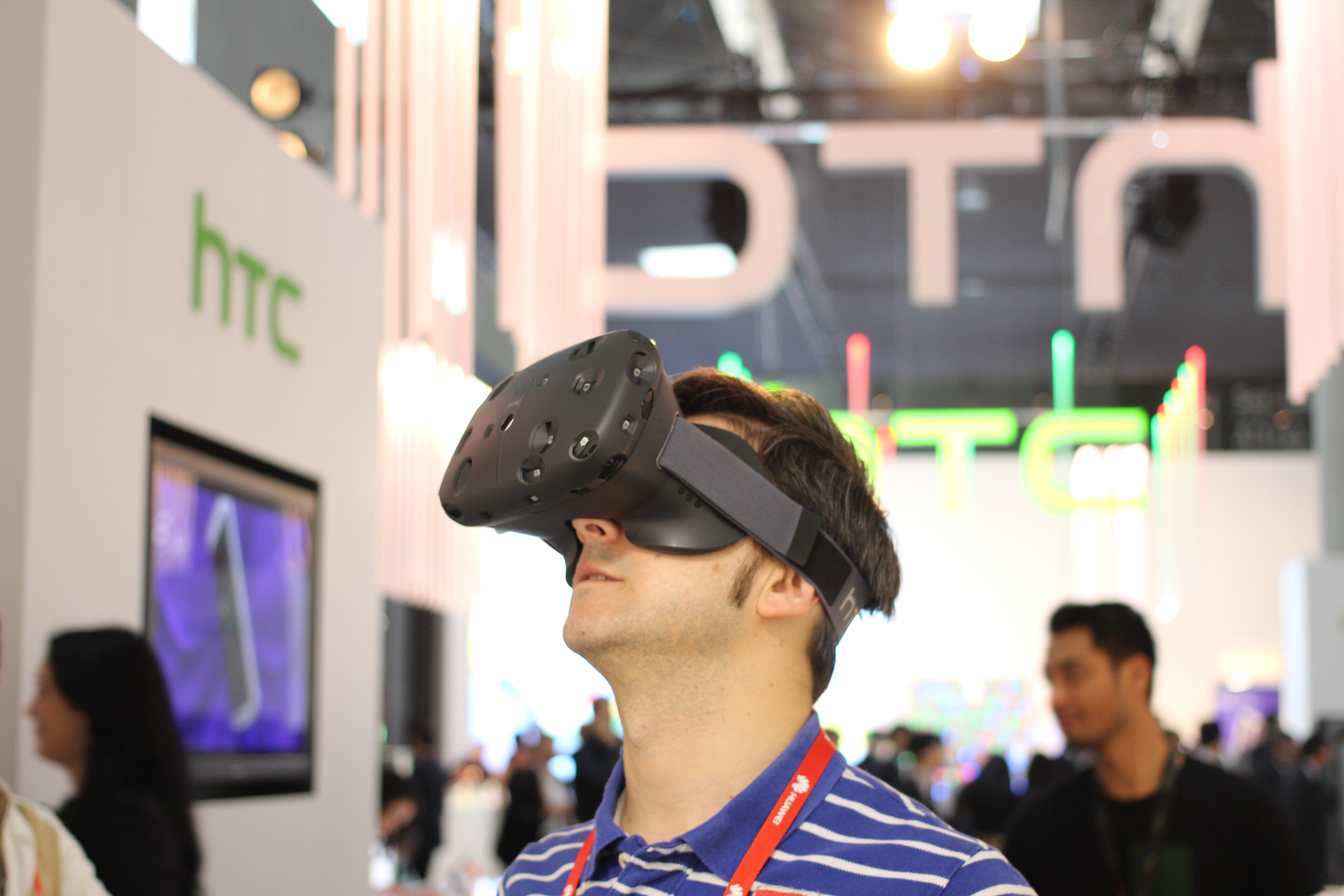
Eine HTC Vive (2015)

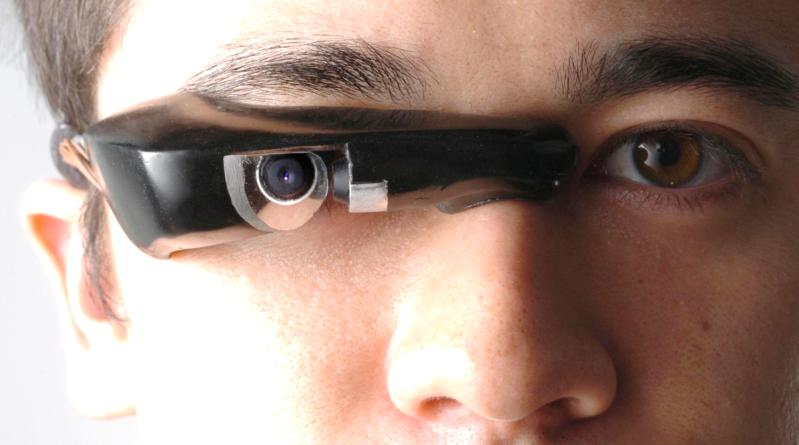
EyeTap, ein extrem kleines Head-Mounted Display für erweiterte Realität

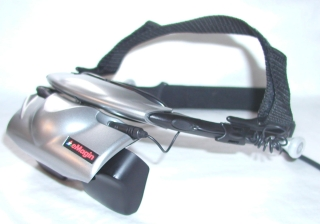
Eine Videobrille

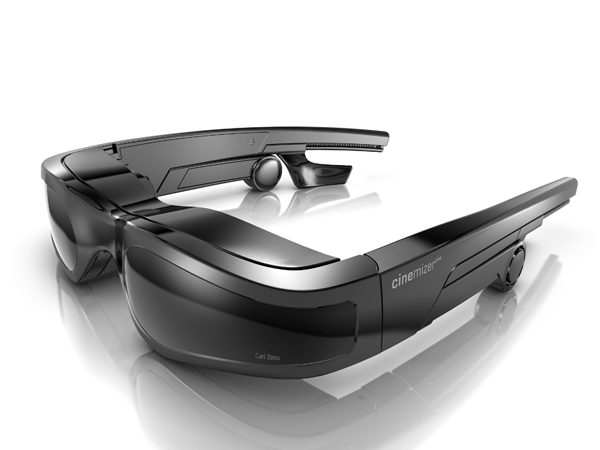
Cinemizer Videobrille

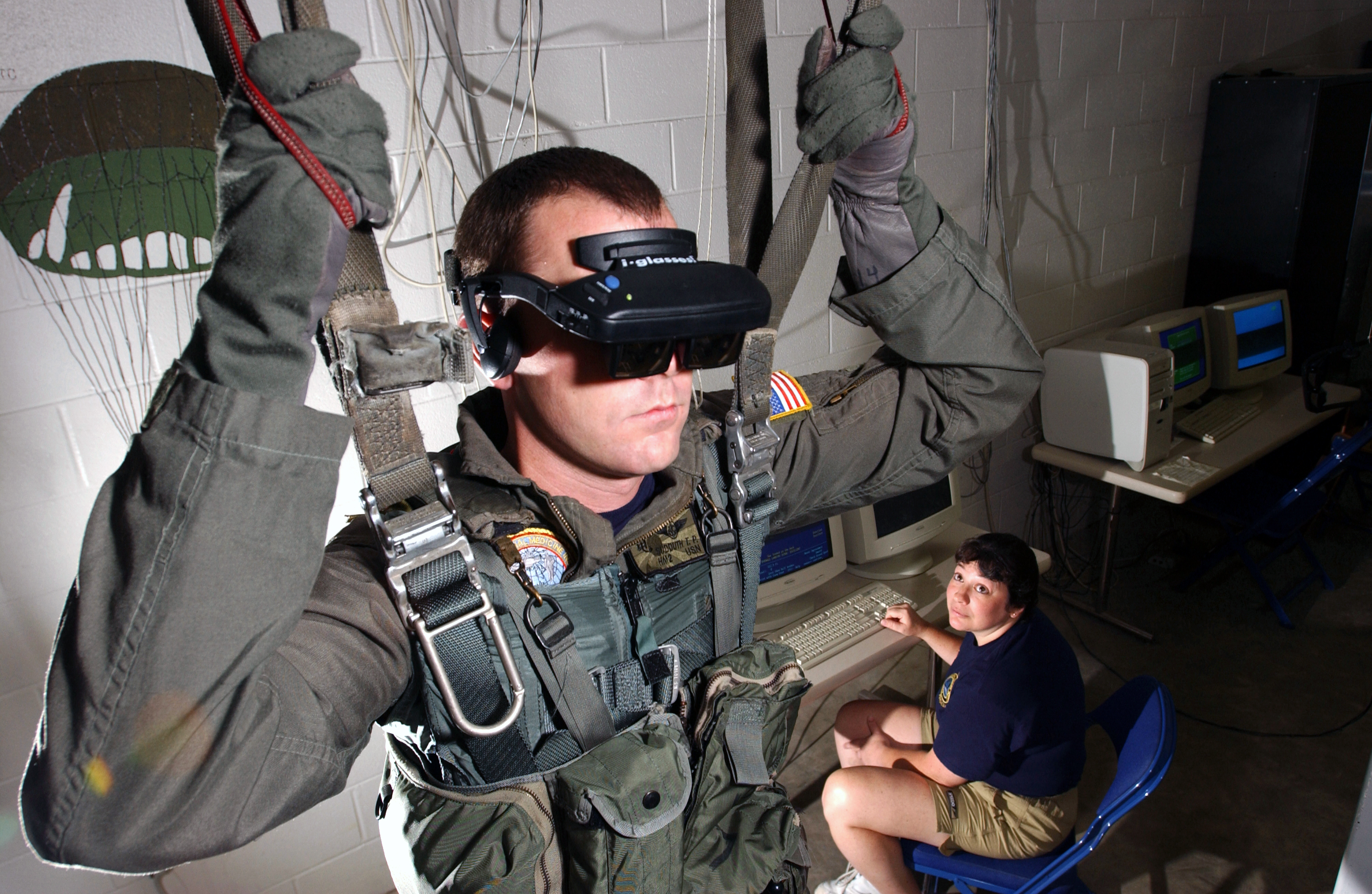
Fallschirmspringer der US-Navy üben mit Head-Mounted Displays virtuell das Fallschirmspringen

Ein Head-Mounted Display [ˈhedmaʊntɪd dɪˈspleɪ] (wörtlich „am Kopf befestigte Anzeige“), kurz HMD, ist ein auf dem Kopf zu tragendes visuelles Ausgabegerät. Es präsentiert Bilder entweder auf einem augennahen Bildschirm oder projiziert sie direkt auf die Netzhaut (siehe virtuelle Netzhautanzeige). Es gibt verschiedene Formen von HMD-Geräten, die je nach Ausstattung andere Namen haben (siehe Formen).

## Arten
Es gibt verschiedene Arten von Head-Mounted Displays, die je nach Verwendungszweck ausgestattet sind.

### Videobrille
Die einfachste Form eines Head-Mounted Displays ist eine Videobrille, bei der es sich um eine Brille ohne weitere Sensoren handelt. Diese Brille besteht aus einem Kopfbügel, zwei Kleinstbildschirmen, einem Kopfhörer oder Ohrstöpseln und meist zusätzlichen Sichtblenden, die es ermöglichen, Videoinformation ungestört von externen optischen Reizen zu betrachten. Videobrillen werden im privaten Bereich zum Betrachten von DVDs oder Fernsehprogrammen verwendet, ebenso für Computerspiele. Im medizinischen Bereich können die Systeme zur Angst- oder Schmerzablenkung, zum Beispiel beim Zahnarzt oder anderen ambulanten Therapien, verwendet werden.

### FPV-Brille
Eine Sonderform der Videobrille ist die FPV-Brille. Ausgestattet wie eine normale Videobrille befindet sich zusätzlich ein Modulschacht an der Seite der Brille. Hier wird ein 5,8-GHz-Modul zum Empfang des Videobilds eines Quadrocopters eingesetzt. Mit der FPV-Brille ist es möglich, das Live-Videobild des Quadrocopters zu empfangen. Rund um die FPV-Brille sind ganze Rennserien entstanden – das sogenannte FPV Racing.

### Virtual Reality-Headset
Ein Virtual-Reality-Headset hat zusätzlich noch Sensoren zur Bewegungserfassung des Kopfes. Damit kann die Anzeige der berechneten Grafik an die Bewegungen des Nutzers angepasst werden. Als weitere Eingabegeräte können Datenhandschuhe oder eine 3D-Maus zum Einsatz kommen. Einige Systeme verwenden auch berührungslose Steuerung mittels Gestenerkennung, die mit Techniken des maschinellen Sehens arbeiten können.

### AR-Brille
Die Augmented-Reality-Brille (auch Datenbrille genannt) projiziert virtuell Informationen vor die Augen des Brillenträgers, während er weiterhin visuell nicht von der Außenwelt abgeschirmt ist. Von Brille zu Brille unterschiedlich, können Internetseiten angezeigt (Display bei Google Glass), aber auch „Hologramme“, also 3D-Grafiken in das Sichtfeld projiziert werden (zum Beispiel mit der Microsoft HoloLens). Ferner werden auch EyeTaps, Head-up-Displays und Kontaktlinsen eingesetzt. Eine besondere Variante stellen Systeme dar, die dazu verwendet werden, künstliche Hologramme zu erzeugen, wie die Microsoft HoloLens.

### Helmet-Mounted Display
Eine Sonderform des HMDs ist das Helmet-Mounted Display. Hier ist das HMD Teil eines Helms, beispielsweise eines Helms für Piloten.

## Wirkung und Nutzen
Durch die körperliche Nähe wirken die Bildflächen von Head-Mounted Displays erheblich größer als die frei stehender Bildschirme und decken im Extremfall sogar das gesamte Sichtfeld des Benutzers ab. Da das Display durch die Kopfhalterung allen Kopfbewegungen des Trägers folgt, bekommt er das Gefühl, sich direkt in der vom Computer erzeugten Bildlandschaft zu bewegen. Einige Head-Mounted Displays schotten ihren Träger von anderen visuellen Eindrücken der Umgebung ab und lassen ihn dadurch vollständig in eine virtuelle Realität eintauchen. Andere überblenden äußere und computererzeugte Bilder und lassen ihren Träger dadurch künstliche Objekte der erweiterten Realität als Teil der greifbaren Welt wahrnehmen.
Head-Mounted Displays können prinzipiell als komfortabler Bildschirmersatz dienen und ermöglichen beispielsweise das Ansehen und Bearbeiten von Videomaterial bei extrem großen Bildausmaßen. Indem sie den Benutzer in die virtuelle Realität eintauchen lassen, können sie angehende Piloten und Panzerfahrer die komplexe Fahrzeugbedienung und Mediziner riskante Operationstechniken am Computer einüben lassen und bieten Spielern von 3D-Computerspielen die bislang größtmögliche Form an Realismus. Die halbdurchsichtige erweiterte Realität bietet die Möglichkeit, alle Arten von Informationen direkt in die Umgebung einzublenden, angefangen bei touristischen Informationen zu Sehenswürdigkeiten über Richtungsanweisungen im Straßenverkehr bis hin zum nächsten Arbeitsschritt bei der Heizungsmontage; kombiniert mit anderen Systemen kann der Sehsinn um Wärmewahrnehmung oder den „Röntgenblick“ erweitert werden.

## Geschichte
- 1957: Morton Heilig reicht den Patentantrag für seinen „Stereoscopic-Television Apparatus for Individual Use“ (auch „Telesphere Mask“ genannt) beim US Patent Office ein, welcher 1960 gewährt wird.[2] Die Telesphere Mask kann als erstes HMD zur Darstellung dreidimensionaler Bewegtbilder angesehen werden, verfügte allerdings nicht über Head-Tracking.
- 1966: Ivan Sutherland (MIT) und Raymond Goertz (Argonne National Laboratory) experimentieren mit einem HMD-Prototyp sowie einem Datenhandschuh.
- 1968: Ivan Sutherland baut das erste funktionsfähige Head-Mounted Display mit Head-Tracking, das sogenannte „Sword of Damocles“. Dieses HMD ist so schwer, dass es zusätzlich von der Raumdecke getragen werden muss.
- 1985: Am Ames Research Center, einem Forschungszentrum der NASA, werden Anwendungen für Virtual Reality entwickelt. Es entsteht die Workstation VIEW.
- 1985: Das Militär entwickelt das Integrated Helmet and Display Sight System für den Hughes AH-64. Dieses System ist in den Helm des Piloten integriert. Es ist unter anderem mit einer Projektionsfläche vor dem rechten Auge, einem Nachtsichtgerät und einem Kopf/Sicht-Richtungssystem für die Bewaffnung des Helikopters ausgestattet.
- 1991: Das Virtual Retinal Display wird im Human Interface Technology Lab (HIT) entwickelt.
- 1993: Forscher der Columbia State University nutzen einen Wearable Computer, der Informationen nicht auf einem Bildschirm, sondern auf einer Datenbrille zeigt.
- 1994: Steve Mann, Professor am MIT, welcher seit den 1980er Jahren mit Wearable Computers experimentiert, verbindet einen mit einer Webcam. Per Funk stellt er die entstehenden Bilder ins Internet. Dies kommentiert er mit den Worten: „It’s fun being a cyborg.“
- 1994: Mit Forte VFX1 erscheint einer der ersten VR-Helme, welcher preislich für Endverbraucher erschwinglich ist. Einige bekannte Computerspiele-Hersteller unterstützen den VR-Helm.
- 2000: Microvisione entwickelt für die Air Force ein HDTV-HMD mit 1920×1080 Pixeln.
- 2003: Die Serienproduktion des Eurofighters beginnt, dessen Piloten mit einem HMD ausgerüstet sind.
- 2006: eMagin stellt ein neues HMD vor. Mit dem Namen Eyebud 800 ist es für den direkten Anschluss an den Apple iPod gedacht.
- 2007: Scalar kündigt für 2008 elektromotorisch ausfahrbare, leichte Cyberbrillen in großen Stückzahlen an.
- 2009: Das Fraunhofer-Institut für Photonische Mikrosysteme (IPMS) in Dresden stellt eine interaktive Datenbrille vor, die Kontrollvorgänge durch Augenbewegungen auslösen kann.
- 2011: Sony stellt mit dem HMZ-T1 das erste 3D-fähige HMD mit HD-OLED-Display vor.
- 2012: John Carmack stellt auf der E3 ein eigens konzipiertes HMD vor, welches ein großes Sichtfeld (etwa 90°) mit geringer Latenz (etwa 20 ms) und potenziell niedrigem Preis kombiniert.
- 2012: Die neu gegründete Firma Oculus VR startet eine Crowdfunding-Kampagne, über welche die Entwicklung des Oculus Rift (110° diagonales Sichtfeld, 50 ms Latenz) finanziert werden soll und wird.
- 2012: Google Glass wird der Öffentlichkeit vorgestellt.
- 2013: Das Oculus Rift Development Kit 1 kommt für 350 US-Dollar in den Verkauf.
- 2014: Sony präsentiert auf der Game Developers Conference mit dem Project Morpheus (später umbenannt in PlayStation VR) den Prototyp einer Virtual-Reality-Brille für die PlayStation 4.
- 2015: Microsoft präsentiert im Zusammenhang mit seinem neusten Betriebssystem Windows 10 seine dazu passende Datenbrille, die Microsoft HoloLens. Sie ermöglicht das Einbetten dreidimensionaler Hologramme in die reale Welt sowie eine Interaktion mit diesen.[3]
- 2016: Das Oculus Rift kommt als Endverbraucher-Version auf den Markt, gefolgt vom Konkurrenzprodukt HTC Vive, das durch seine laserbasierte Positionsbestimmung von Brille und Controllern freie Bewegung innerhalb typischer Zimmer erlaubt.[4] Im Oktober kommt PlayStation VR in den Verkauf – deutlich günstiger als die zuvor genannten Produkte und mit ungenauerer Positionsbestimmung per Stereo-Kamera, was von den Spielen aber meist gut kaschiert wird.[5]
- 2018: Lenovo bringt mit dem Lenovo Explorer ein VR-Komplettpaket auf den Markt das Windows Mixed Reality (WMR) nutzt.[6]
- 2020: Meta Quest 2
- 2023: Meta Quest 3
- 2024: Apple bringt die Apple Vision Pro für 3499 USD auf den Markt und macht einige MacOS-Anwendungen dafür verfügbar.

## Technik
Die Hauptkomponenten eines HMDs sind eine Displayeinheit und eine HMD-Optik.
Die Displayeinheit liefert das Bild aus einer angeschlossenen Datenquelle. Dies kann ein Laptop, ein Pocket-Computer oder auch ein stand alone player sein.
Die HMD-Optik leitet das Bild weiter und projiziert es vor das Auge. Allerdings muss die Anzeige bei Fehlsichtigen (Kurz- oder Weitsichtigen) dem Auge angepasst werden.
Datenbrillen der ersten Generation waren mit je einer vor jedem Auge befestigten Kathodenstrahlröhre ausgestattet.
Heutige HMDs sind meist mit zwei LCD- oder OLED-Monitoren ausgestattet. Diese sind in eine Brille oder einen Datenhelm integriert.
HMDs können auch über ein Virtual Retinal Display (VRD) verfügen. Diese Technik projiziert ein Bild direkt auf die Netzhaut. Somit entsteht ein Bild, als ob die Daten vor dem Auge schweben würden. Zusammen mit einer transparenten bzw. transluzenten Brille kann das Auge die Umgebung sowie die Darstellungen der Brille gleichzeitig erfassen. Ein weiterer Vorteil ist, dass das Bild skaliert werden kann und so das gesamte Blickfeld ausgenutzt wird. Moderne HMDs sind mit einer Bildauflösung von 1280 × 1024 Pixel erhältlich.
Ausgestattet mit einem Head Tracker (deutsch ‚Kopf-Verfolger‘) kann das Bild an die momentane Blickrichtung angepasst werden. Anhand von Referenzpunkten an dem HMD kann der Head Tracker die Kopfbewegung erfassen. Mit den gesammelten Positionsdaten des Kopfes kann das projizierte Bild in Echtzeit verändert werden. Somit entsteht auch bei Bewegung das Gefühl, Teil der Anwendung zu sein. Verzögerte und unscharfe Darstellung kann zu unangenehmen Nebenerscheinungen wie der Simulator Sickness (Simulatorübelkeit) und einer Herabsetzung der Präsenz oder des Grades der Immersion führen.
Wichtigste technische Kenngröße ist neben Stereoskopie-Fähigkeit, Gewicht, Auflösung der Bildschirme vor allem das Sichtfeld (engl.: Field of View, kurz FOV), das bei gut dokumentierten Geräten als horizontales und vertikales FOV angegeben wird.

## Liste bekannter HMD-Geräte
- Forte VFX1
- Fove VR
- Samsung Gear VR
- Google Cardboard
- Google Glass
- HTC Vive
- Microsoft HoloLens
- Oculus Rift und Oculus Quest
- PlayStation VR (ehemalig Project Morpheus) von Sony Interactive Entertainment
- Vuzix Blade von Vuzix